# Lauingen
Lauingen (ufficialmente Lauingen (Donau), letteralmente "Lauingen (Danubio)") è una città di 11 036 abitanti del circondario di Dillingen sul Danubio, in Baviera (Germania).
La città è situata sulla riva sinistra del Danubio, 5 km ad ovest di Dillingen e 37 km a nord di Ulma. A Lauingen il fiume Brenz sfocia nel Danubio.
Già insediamento romano, nella sua frazione di Flaimingen vi sono i resti di un tempio romano dedicato al dio Granno con un museo all'aperto sulle vestigia romane.

## Storia
La città aveva un convento agostiniano fondato da Tommaso da Villanova nel 1292. Nel 1403 vi si tenne il 78° capitolo generale dell'Ordine di Sant'Agostino.
Durante la seconda guerra mondiale la città ospitò un distaccamento del campo di concentramento di Dachau.

## Economia
A Lauingen ha sede la Deutz-Fahr parte del gruppo Same Deutz-Fahr.

## Amministrazione

### Gemellaggi
Lauingen è gemellata con:
- Marzahn-Hellersdorf quartiere di Berlino;
- Segré;
- Treviglio  - Tale gemellaggio è nato per via del rapporto di natura economica tra la SAME e la Deutz-Fahr.[senza fonte]